# Satz von Cantelli
Der Satz von Cantelli ist ein Lehrsatz der Wahrscheinlichkeitsrechnung, einem der Teilgebiete der Mathematik. Er geht auf den italienischen Mathematiker Francesco Paolo Cantelli zurück und formuliert eine hinreichende Bedingung zum Bestehen des Starken Gesetzes der großen Zahlen für gewisse Folgen reeller Zufallsvariablen. Der cantellische Satz gilt als eines der ersten Resultate dieser Art.

## Formulierung des Satzes
Der cantellische Satz lässt sich angeben wie folgt:
Gegeben seien ein Wahrscheinlichkeitsraum {\displaystyle (\Omega ,{\mathcal {A}},\operatorname {P} )} und eine Folge von Zufallsvariablen 
{\displaystyle X_{n}\colon (\Omega ,{\mathcal {A}},\operatorname {P} )\to \mathbb {R} \quad (n\in \mathbb {N} )}
auf diesem Wahrscheinlichkeitsraum.
Die Folge sei stochastisch unabhängig und habe endliche vierte Momente:
{\displaystyle \operatorname {E} {\bigl (}X_{n}^{4}{\bigr )}<\infty \quad (n\in \mathbb {N} )}.
 Darüber hinaus seien die zentralen vierten Momente gleichmäßig beschränkt:
{\displaystyle \sup _{n\in \mathbb {N} }\operatorname {E} {\bigl (}(X_{n}-\operatorname {E} (X_{n}))^{4}{\bigr )}<\infty }.
Dann genügt die Folge {\displaystyle \operatorname {P} }-fast sicher der Konvergenz
{\displaystyle \lim _{n\to \infty }{\frac {1}{n}}\sum _{j=1}^{n}{\bigl (}X_{j}-\operatorname {E} (X_{j}){\bigr )}=0}
und damit dem starken Gesetz der großen Zahlen.

## Beweis des Satzes nach Širjaev
Man setzt für {\displaystyle j\in \mathbb {N} }
{\displaystyle Y_{j}=X_{j}-\operatorname {E} (X_{j})}
und weiter für {\displaystyle n\in \mathbb {N} }
{\displaystyle S_{n}=\sum _{j=1}^{n}Y_{j}}
sowie
{\displaystyle C=\sup _{n\in \mathbb {N} }\operatorname {E} {\bigl (}Y_{n}^{4}{\bigr )}}.
Dann ist für {\displaystyle n\in \mathbb {N} }
(0) {\displaystyle \quad \operatorname {E} (Y_{n})=0=\operatorname {E} (S_{n})}
und folglich ist zu zeigen, dass
(1) {\displaystyle \quad \lim _{n\to \infty }{\frac {S_{n}}{n}}=0} {\displaystyle \operatorname {P} }-fast sicher
gilt.
Zieht man nun die im letzten Abschnitt des Artikels zum Borel-Cantelli-Lemma genannten Folgerung sowie die tschebyschow-markowsche Ungleichung in Betracht, so sieht man, dass ausreicht, die Konvergenz der Reihe
(2) {\displaystyle \quad \sum _{n=1}^{\infty }{\frac {\operatorname {E} (S_{n}^{4})}{n^{4}}}}
nachzuweisen.
Dazu wertet man die Glieder der Reihe (2) unter Anwendung des Polynomialsatzes aus.
Es ist nämlich:
(3) {\displaystyle \quad S_{n}^{4}=(Y_{1}+\ldots +Y_{n})^{4}=\sum _{k_{1}+\ldots +k_{n}=4}{\frac {4!}{k_{1}!\cdots k_{n}!}}\cdot Y_{1}^{k_{1}}\cdot Y_{2}^{k_{2}}\cdots Y_{n}^{k_{n}}}.
Nun fallen bei der Bildung der Erwartungswerte zu (3)  allein diejenigen Summanden ins Gewicht, für welche bei den zugehörigen {\displaystyle Y_{j}} ausschließlich die Hochzahlen {\displaystyle 2} oder {\displaystyle 4} auftreten.
Denn in allen anderen Fällen kommt zumindest ein {\displaystyle Y_{j}} mit Hochzahl {\displaystyle 1} vor und es leisten wegen der Linearität des Erwartungswerts, der Unabhängigkeitsvoraussetzung und wegen (0) in dem Erwartungswert zu (3) allein die Summanden mit geraden Hochzahlen einen positiven Beitrag.
Somit hat man
(4) {\displaystyle \quad \operatorname {E} (S_{n}^{4})=\sum _{j=1}^{n}\operatorname {E} (Y_{j}^{4})+\sum _{i,j=1,\ldots ,n \atop \;\ i<j}{\frac {4!}{2!\cdot 2!}}\cdot \operatorname {E} (Y_{i}^{2})\cdot \operatorname {E} (Y_{j}^{2})}.
Mit (4) und unter Anwendung der Voraussetzung sowie der Ungleichung von Ljapunow ergibt sich dann die folgende Ungleichungskette:
(5) {\displaystyle \quad {\begin{aligned}\operatorname {E} (S_{n}^{4})&\leq n\cdot C+6\cdot \sum _{i,j=1,\ldots ,n \atop \;\ i<j}\operatorname {E} (Y_{i}^{4})^{\frac {1}{2}}\cdot \operatorname {E} (Y_{j}^{4})^{\frac {1}{2}}\leq n\cdot C+6\cdot \sum _{i,j=1,\ldots ,n \atop \;\ i<j}C^{\frac {1}{2}}\cdot C^{\frac {1}{2}}\\&=n\cdot C+6\cdot {\frac {n\cdot (n-1)}{2}}\cdot C=(3n^{2}-2n)\cdot C<3n^{2}\cdot C.\end{aligned}}}
Die Ungleichungskette (5) zieht unter Berücksichtigung der Konvergenz der Zeta-Reihe ihrerseits die Ungleichungskette
(6) {\displaystyle \quad \sum _{n=1}^{\infty }{\frac {\operatorname {E} (S_{n}^{4})}{n^{4}}}\leq 3C\cdot \sum _{n=1}^{\infty }{\frac {1}{n^{2}}}=3C\cdot {\frac {\pi ^{2}}{6}}<\infty }
nach sich und damit auch (2).